# Fatehpur Sikri (miasto)
Fatehpur Sikri – miasto w północnych Indiach w stanie Uttar Pradesh, na Nizinie Hindustańskiej. Położone jest 37 kilometrów na zachód od Agry.
Populacja miasta w 2001 roku wynosiła 28 754 mieszkańców.

## Historia
Akbar został władcą wielkich mogołów w 1556 roku w wieku 14 lat, gdy wcześnie zmarł jego ojciec, Humajun. Początkowo za stolicę państwa obrał Agrę, a na swoją siedzibę wybrał Czerwony Fort. Jednak Akbar, podobnie jak wielu innych władców indyjskich, postanowić założyć nową stolicę od postaw, która miałaby się znajdować w pobliżu Agry. 
Nowe miasto wybudowane na miejscu wioski Sikri. Zostało ono założone w 1571 roku i przyjęło nazwę "Fatehpur Sikri". Akbar miał w tym miejscu spotkać sufickiego pustelnika Selima Ćisti, który przepowiedział cesarzowi urodzenie syna (na którego Akbar od wielu lat czekał). W tym celu Ćisti miał zabić własnego 6-miesięcznego syna, aby dusza zabitego dziecka inkarnowała się w syna cesarza. Akbar wierzył, że dzięki Ćistiemu urodził się mu pierworodny syn – przyszły cesarz Dżahangir. Wizyty pustelnika musiały być owocne, ponieważ cesarz miał wkrótce trzech synów. Aby uhonorować Ćistiego, zbudował w tym miejscu miasto z grobowcem Ćistiego z białego marmuru (jednym z najwspanialszych zabytków mogolskich w Indiach).
Miasto zostało opuszczone w 1585, prawdopodobnie z powodu braku wody pitnej, stało się "miastem-widmem", a stolicę przeniesiono do Lahaur.

## Zabytki
Doskonale zachowany zespół architektoniczny dawnej stolicy został w 1986 roku wpisany na Listę światowego dziedzictwa UNESCO.